# Robert Seppings
Sir Robert Seppings FRS (Fakenham, 1767 — 25 de setembro de 1840) foi um engenheiro naval inglês.
Seppings nasceu em Fakenham, Norfolk, e em 1782 foi aprendiz no estaleiro de Plymouth.